# Astragalus oocalycis
Astragalus oocalycis är en ärtväxtart som beskrevs av Marcus Eugene Jones. Astragalus oocalycis ingår i släktet vedlar, och familjen ärtväxter. Inga underarter finns listade i Catalogue of Life.